# (18736) 1998 NU
(18736) 1998 NU es un asteroide que forma parte de los asteroides Amor, descubierto el 2 de julio de 1998 por el equipo del Spacewatch desde el Observatorio Nacional de Kitt Peak, Arizona, Estados Unidos.

## Designación y nombre
Designado provisionalmente como 1998 NU.

## Características orbitales
1998 NU está situado a una distancia media del Sol de 2,350 ua, pudiendo alejarse hasta 3,503 ua y acercarse hasta 1,197 ua. Su excentricidad es 0,491 y la inclinación orbital 2,806 grados. Emplea 1315,80 días en completar una órbita alrededor del Sol.
Los próximos acercamientos a la órbita terrestre se producirán el 21 de febrero de 2037, el 15 de marzo de 2066 y el 7 de marzo de 2084.

## Características físicas
La magnitud absoluta de 1998 NU es 15,99. 